# Walentin Miesiac
Walentin Karpowicz Miesiac (ros. Валентин Карпович Месяц, ur. 1 maja 1928 w Kisielowsku  – zm. 1 sierpnia 2019) – radziecki polityk, minister gospodarki rolnej ZSRR (1976-1985), członek KC KPZR (1971-1990), II sekretarz KC Komunistycznej Partii Kazachstanu (1971-1976).
1948-1949 studiował w Instytucie Gospodarki Rolnej w Duszanbe, a 1949-1953 w Moskiewskiej Akademii Gospodarki Rolnej, 1953-1958 główny agronom i dyrektor stanicy maszynowo-traktorowej w obwodzie moskiewskim. Od 1955 w KPZR, 1958-1959 przewodniczący komitetu wykonawczego rady rejonowej w Moskwie, 1959-1961 I sekretarz rejonowego komitetu KPZR w Moskwie, w kwietniu-maju 1961 szef Moskiewskiego Obwodowego Zarządu Sowchozów, od maja 1961 do kwietnia 1962 kierownik wydziału rolnego Komitetu Obwodowego KPZR w Moskwie. Od kwietnia 1962 do stycznia 1963 I zastępca przewodniczącego Komitetu Wykonawczego Moskiewskiej Rady Obwodowej, od 17 stycznia 1963 do 15 grudnia 1964 II sekretarz Wiejskiego Komitetu Obwodowego KPZR w Moskwie, od grudnia 1964 do grudnia 1965 sekretarz Komitetu Obwodowego KPZR w Moskwie. Od grudnia 1965 do lutego 1971 I zastępca ministra gospodarki rolnej ZSRR, od lutego 1971 do marca 1976 II sekretarz KC Komunistycznej Partii Kazachstanu, od 9 kwietnia 1971 do 2 lipca 1990 członek KC KPZR. Od marca 1976 do listopada 1985 minister gospodarki rolnej ZSRR, od 16 listopada 1985 do 14 grudnia 1990 I sekretarz Komitetu Obwodowego KPZR w Moskwie, następnie na emeryturze. Deputowany do Rady Najwyższej ZSRR od 9 do 11 kadencji, deputowany ludowy ZSRR. Pochowany na Cmentarzu Trojekurowskim w Moskwie.

## Odznaczenia
- Order Lenina (pięciokrotnie)
- Order Rewolucji Październikowej
- Order Czerwonego Sztandaru Pracy
- Order Wojny Ojczyźnianej I klasy
- Medal za Pracę w Gospodarce Rolnej
- Medal Za Pracowniczą Dzielność